# Perfect (Ed Sheeran-sang)
"Perfect" er en sang af den engelske singer-songwriter Ed Sheeran fra hans tredje studiealbum, ÷ (2017). Efter udgivelsen af albummet opnåede den en fjerdeplads på UK Singles Chart. Den 21. august 2017 annoncerede Billboard at "Perfect" ville være den fjerde single fra albummet. Sangen blev spillet på popradio den 26. september 2017 sin tredje single fra albummet i USA. Oprindeligt toppede den som nummer fire i marts 2017, men den kom igen på hitlisten senere samme år. Den endte med at toppe både UK Singles Chart og den amerikanske Billboard Hot 100 i december 2017. "Perfect" blev Christmas nummer-1 i 2017 og den toppede også i 16 andre lande, heriblandt Canada, Irland, New Zealand og Østrig.
Den anden version af singlen havde titlen "Perfect Duet", med den amerikanske sange Beyoncé, som blev udgivet d. 1. december 2017. Endnu en duet med den italienske sanger Andrea Bocelli fik titlen "Perfect Symphony", og den blev udgivet d. 15. december 2017. Sangen og dens officielle musikvideo blev nomineret til tre priser ved 2018 MTV Video Music Awards.

## Hitlister
| Hitliste (2017–2023)                             | Højeste placering |
| ------------------------------------------------ | ----------------- |
| Argentina Anglo (Monitor Latino)                 | 7                 |
| Australien (ARIA)                                | 1                 |
| Østrig (Ö3 Austria Top 40)                       | 1                 |
| Belgien (Ultratop 50 Flanderen)                  | 1                 |
| Belgien (Ultratop 50 Vallonien)                  | 1                 |
| Bolivia (Monitor Latino)                         | 12                |
| Brazil (Top 100 Brasil)                          | 1                 |
| Bulgaria (PROPHON)                               | 5                 |
| Canada (Canadian Hot 100)                        | 1                 |
| Canada AC (Billboard)                            | 1                 |
| Canada CHR/Top 40 (Billboard)                    | 1                 |
| Canada Hot AC (Billboard)                        | 1                 |
| 55                                               |                   |
| Colombia (National-Report)                       | 33                |
| Croatia (HRT)                                    | 8                 |
| Costa Rica (Monitor Latino)                      | 17                |
| Tjekkiet (Rádio Top 100)                         | 1                 |
| Tjekkiet (Singles Digitál Top 100)               | 4                 |
| Dominican Republic (SODINPRO)                    | 35                |
| Ecuador (National-Report)                        | 3                 |
| El Salvador (Monitor Latino)                     | 6                 |
| Euro Digital Songs (Billboard)                   | 1                 |
| Finland (Suomen virallinen lista)                | 13                |
| Frankrig (SNEP)                                  | 1                 |
| Tyskland (Official German Charts)                | 1                 |
| Global 200 (Billboard)                           | 30                |
| Greece Airplay (IFPI)                            | 11                |
| Greece Digital Songs (Billboard)                 | 1                 |
| Guatemala (Monitor Latino)                       | 19                |
| Ungarn (Dance Top 40)                            | 14                |
| Ungarn (Rádiós Top 40)                           | 2                 |
| Ungarn (Single Top 40)                           | 1                 |
| Ungarn (Stream Top 40)                           | 1                 |
| Iceland (Tonlist)                                | 1                 |
| Irland (IRMA)                                    | 1                 |
| Israel (Media Forest)                            | 2                 |
| Italien (FIMI)                                   | 1                 |
| Japan (Japan Hot 100)                            | 66                |
| Lebanon (Lebanese Top 20)                        | 4                 |
| Luxembourg Digital Songs (Billboard)             | 1                 |
| Malaysia (RIM)                                   | 1                 |
| Mexico Airplay (Billboard)                       | 5                 |
| Holland (Dutch Top 40)                           | 1                 |
| Netherlands (Mega Top 50)                        | 1                 |
| Holland (Single Top 100)                         | 1                 |
| New Zealand (Recorded Music NZ)                  | 1                 |
| Norge (VG-lista)                                 | 4                 |
| Paraguay (Monitor Latino)                        | 16                |
| Philippines (Philippine Hot 100)                 | 1                 |
| Polen (Polish Airplay Top 100)                   | 1                 |
| Portugal (AFP)                                   | 5                 |
| 51                                               |                   |
| Skotland (Official Charts Company)               | 1                 |
| Singapore (RIAS)                                 | 1                 |
| Slovakiet (Rádio Top 100)                        | 1                 |
| Slovakiet (Singles Digitál Top 100)              | 4                 |
| Slovenia (SloTop50)                              | 1                 |
| South Korea International (Gaon)                 | 36                |
| Spanien (PROMUSICAE)                             | 13                |
| Sverige (Sverigetopplistan)                      | 1                 |
| Schweiz (Schweizer Hitparade)                    | 1                 |
| Storbritannien Singles (Official Charts Company) | 1                 |
| Uruguay (Monitor Latino)                         | 9                 |
| USA Billboard Hot 100                            | 1                 |
| USA Adult Contemporary (Billboard)               | 1                 |
| USA Adult Top 40 (Billboard)                     | 1                 |
| USA Dance Club Songs (Billboard)                 | 32                |
| USA Dance/Mix Show Airplay (Billboard)           | 4                 |
| USA Latin Pop Songs (Billboard)                  | 37                |
| USA Mainstream Top 40 (Billboard)                | 1                 |

| Hitliste (2017)                   | Placering |
| --------------------------------- | --------- |
| Australia (ARIA)                  | 4         |
| Austria (Ö3 Austria Top 40)       | 13        |
| Belgium (Ultratop Flanders)       | 27        |
| Belgium (Ultratop Wallonia)       | 62        |
| Canada (Canadian Hot 100)         | 53        |
| Denmark (Tracklisten)             | 11        |
| France (SNEP)                     | 36        |
| Germany (Official German Charts)  | 12        |
| Hungary (Single Top 40)           | 8         |
| Hungary (Stream Top 40)           | 34        |
| Iceland (Plötutíðindi)            | 5         |
| Netherlands (Dutch Top 40)        | 33        |
| Netherlands (Single Top 100)      | 24        |
| Italy (FIMI)                      | 9         |
| New Zealand (Recorded Music NZ)   | 11        |
| Poland (ZPAV)                     | 55        |
| Portugal (AFP)                    | 49        |
| Spain (PROMUSICAE)                | 56        |
| Sweden (Sverigetopplistan)        | 7         |
| Switzerland (Schweizer Hitparade) | 20        |
| UK Singles (OCC)                  | 6         |

| Hitliste (2018)                       | Placering |
| ------------------------------------- | --------- |
| Argentina (Monitor Latino)            | 54        |
| Australia (ARIA)                      | 3         |
| Austria (Ö3 Austria Top 40)           | 45        |
| Belgium (Ultratop Flanders)           | 6         |
| Belgium (Ultratop Wallonia)           | 5         |
| Brazil (Crowley Broadcast Analysis)   | 62        |
| Canada (Canadian Hot 100)             | 2         |
| Denmark (Tracklisten)                 | 1         |
| France (SNEP)                         | 12        |
| Germany (Official German Charts)      | 2         |
| Hungary (Dance Top 40)                | 44        |
| Hungary (Rádiós Top 40)               | 12        |
| Hungary (Single Top 40)               | 1         |
| Iceland (Plötutíóindi)                | 14        |
| Ireland (IRMA)                        | 9         |
| Italy (FIMI)                          | 2         |
| Japan Hot Overseas (Billboard Japan)  | 17        |
| New Zealand (Recorded Music NZ)       | 2         |
| Netherlands (Dutch Top 40)            | 32        |
| Netherlands (Single Top 100)          | 7         |
| Portugal (AFP)                        | 45        |
| Romania (Airplay 100)                 | 35        |
| Slovenia (SloTop50)                   | 1         |
| Spain (PROMUSICAE)                    | 16        |
| Switzerland (Schweizer Hitparade)     | 2         |
| UK Singles (OCC)                      | 6         |
| US Billboard Hot 100                  | 2         |
| US Adult Contemporary (Billboard)     | 1         |
| US Adult Top 40 (Billboard)           | 1         |
| US Dance/Mix Show Airplay (Billboard) | 13        |
| US Mainstream Top 40 (Billboard)      | 4         |

| Hitliste (2019)                   | Placering |
| --------------------------------- | --------- |
| Australia (ARIA)                  | 58        |
| Denmark (Tracklisten)             | 39        |
| France (SNEP)                     | 193       |
| Hungary (Rádiós Top 40)           | 78        |
| Hungary (Single Top 40)           | 11        |
| Iceland (Plötutíðindi)            | 63        |
| Italy (FIMI)                      | 91        |
| Portugal (AFP)                    | 154       |
| Slovenia (SloTop50)               | 45        |
| Sweden (Sverigetopplistan)        | 66        |
| Switzerland (Schweizer Hitparade) | 37        |
| UK Singles (OCC)                  | 46        |
| US Adult Contemporary (Billboard) | 13        |
| US Rolling Stone Top 100          | 75        |

| Hitliste (2020)         | Placering |
| ----------------------- | --------- |
| Australia (ARIA)        | 70        |
| Denmark (Tracklisten)   | 77        |
| Hungary (Single Top 40) | 37        |
| UK Singles (OCC)        | 57        |

| Hitliste (2021)         | Placering |
| ----------------------- | --------- |
| Australia (ARIA)        | 52        |
| Denmark (Tracklisten)   | 54        |
| Global 200 (Billboard)  | 29        |
| Hungary (Single Top 40) | 24        |
| UK Singles (OCC)        | 35        |

| Hitliste (2022)        | Placering |
| ---------------------- | --------- |
| Australia (ARIA)       | 49        |
| Global 200 (Billboard) | 31        |
| UK Singles (OCC)       | 50        |

| Hitliste (2010–2019)                 | Placering |
| ------------------------------------ | --------- |
| Australia (ARIA)                     | 8         |
| Germany (Official German Charts)     | 5         |
| UK Singles (Official Charts Company) | 5         |
| US Billboard Hot 100                 | 15        |